# Depor (Perú)
Depor (estilizado como depor) es un diario deportivo peruano de distribución digital, propiedad del Grupo El Comercio. Fue fundado el 5 de abril de 2009. Su edición impresa circuló hasta el 31 de diciembre de 2024. Además de Perú, mantiene publicaciones digitales específicas para México.

## Historia
Depor fue creado en 2009 como parte de la empresa Prensa Popular, perteneciente a la familia Miró Quesada. Desde su fundación integró las áreas de redacción impresa y digital, convirtiéndose en el primer diario deportivo del país en contar simultáneamente con ambas versiones.[cita requerida]
Durante sus primeros años, compitió con otros diarios especializados como Líbero, El Bocón y Todo Sport. Su línea editorial se ha centrado principalmente en la cobertura del fútbol peruano e internacional, aunque también abarca disciplinas como voleibol, baloncesto, tenis, automovilismo y ciclismo.
Entre los eventos que ha cubierto destacan la clasificación de la selección de fútbol del Perú al Mundial de Rusia 2018, la final de la Copa Libertadores 2019, primera final a partido único del torneo, y la obtención de la medalla de oro por Gladys Tejeda en los Juegos Panamericanos de 2019.
En abril de 2023, según datos de Comscore MMX Multi-Platform, Depor ocupaba la segunda posición en audiencia digital dentro del rubro deportivo en Perú, detrás de Líbero.
El 31 de diciembre de 2024 cesó su edición impresa para continuar exclusivamente como medio digital.